# Diplommatinidae
Diplommatinidae e una familia de pequeños moluscos gastrópodos con opérculos y de hábitos terrestres, perteneciente a la superfamilia Cyclophoridae.

## Géneros
- Subfamilia Diplommatininae L. Pfeiffer, 1857
  - Diplommatina
  - Opisthostoma
    - subgenus Plectostoma

  - Palaina
- Subfamilia Cochlostomatinae Kobelt, 1902
  - Cochlostoma
  - Toffolettia Giusti, 1971

- Subfamilia desconocida
  - Hungerfordia
  - Malarinia